# CE Strasbourg
CE Strasbourg, pełna nazwa Cercle d'Echecs de Strasbourg – francuski klub szachowy z siedzibą w Strasburgu, pięciokrotny mistrz kraju.

## Historia
Klub powstał w 1887 roku pod nazwą Société d'Echecs Strasbourgeoise. W 1914 roku zawodnik klubu, Alphonse Goetz, został nieoficjalnym mistrzem Francji. W 1952 roku zarejestrowano stowarzyszenie pod nazwą Cercle d'Echecs de Strasbourg. W 1969 roku klub zdobył po raz pierwszy Puchar Francji. W latach 60. i 70. mistrzostwo kraju zdobywali członkowie klubu: Michel Roos (1964), Jean-Claude Letzelter (1968, 1971, 1974) i Louis Roos (1977). Ponadto Letzelter i L. Roos reprezentowali Francję na olimpiadach szachowych. W 1980 roku zespół wygrał pierwsze drużynowe mistrzostwa Francji. W latach 1981–1984 klub zdobył jeszcze cztery mistrzostwa kraju z rzędu. W sezonie 1980/1982 klub zadebiutował w Pucharze Europy. Francuski zespół pokonał wówczas w pierwszej rundzie CE Réimech, następnie przegrywając mecz z SSK Helsinki. W sezonie 1983/1984 CE Strasbourg przegrał w pierwszej rundzie pucharu z SG Porz. W latach 1994–1996 zespół uczestniczył w Pucharze Europy, za każdym razem kończąc zmagania na fazie grupowej. W pierwszej dekadzie XXI wieku klub grał w pierwszej i drugiej lidze francuskiej. W 2007 roku klub był uczestnikiem rozgrywek o Puchar Europy, zajmując 19. miejsce w klasyfikacji (cztery zwycięstwa i trzy porażki). W 2015 roku klub zajął czwarte miejsce w krajowych mistrzostwach. W 2017 roku CE Strasbourg spadł do Nationale I. W 2022 roku klub awansował do Top 16, jednak rok później spadł z najwyższej ligi francuskiej. 

## Arcymistrzowie w historii klubu
- Wołodymyr Bakłan[9]
- Fabian Döttling[10]
- Gábor Kállai[10]
- Gata Kamski[11]
- Bachar Kouatly[12]
- Ołeksandr Kowczan[13]
- Adam Kuligowski[10]
- Nikołaj Legkij[14]
- Igor-Alexandre Nataf[9]
- Michael Prusikin[11]
- Eduardas Rozentalis[10]
- Tornike Sanikidze[15]
- Marie Sebag[16]
- Anton Smirnov[13]
- Anatolij Wajser[12]